# Dick Alexander
Pour les articles homonymes, voir Alexander.
Richard ("Dick" ou "Rick") Alexander est un ingénieur du son américain.

## Filmographie (sélection)
- 1976 : Les Hommes du président (All the President's Men) d'Alan J. Pakula
- 1976 : Taxi Driver de Martin Scorsese
- 1977 : Les Grands Fonds (The Deep) de Peter Yates
- 1980 : La Bidasse (Private Benjamin) d'Howard Zieff
- 1982 : Tootsie de Sydney Pollack
- 1982 : Firefox, l'arme absolue (Firefox) de Clint Eastwood
- 1983 : Le Retour de l'inspecteur Harry (Sudden Impact) de Clint Eastwood
- 1984 : Body Double de Brian De Palma
- 1984 : La Corde raide (Tightrope) de Richard Tuggle
- 1984 : SOS Fantômes (Ghostbusters) d'Ivan Reitman
- 1985 : Pale Rider, le cavalier solitaire (Pale Rider) de Clint Eastwood
- 1985 : Ladyhawke, la femme de la nuit (Ladyhawke) de Richard Donner
- 1986 : Le Maître de guerre (Heartbreak Ridge) de Clint Eastwood
- 1986 : L'Affaire Chelsea Deardon (Legal Eagles) d'Ivan Reitman
- 1987 : Bigfoot et les Henderson (Harry and the Hendersons) de William Dear
- 1987 : L'Arme fatale (Lethal Weapon) de Richard Donner
- 1988 : Jumeaux (Twins) d'Ivan Reitman
- 1988 : La Dernière Cible (The Dead Pool) de Buddy Van Horn
- 1988 : Midnight Run de Martin Brest
- 1988 : Bird de Clint Eastwood
- 1989 : Retour vers le futur 2 (Back to the Future Part II) de Robert Zemeckis
- 1989 : L'Arme fatale 2 (Lethal Weapon 2) de Richard Donner
- 1990 : Retour vers le futur 3 (Back to the Future Part III) de Robert Zemeckis
- 1990 : Comme un oiseau sur la branche (Bird on a Wire) de John Badham
- 1991 : Le Dernier Samaritain (The Last Boy Scout) de Tony Scott
- 1991 : La Manière forte (The Hard Way) de John Badham
- 1992 : Impitoyable (Unforgiven) de Clint Eastwood
- 1992 : La mort vous va si bien (Death Becomes Her) de Robert Zemeckis
- 1993 : Un monde parfait (A Perfect World) de Clint Eastwood
- 1994 : Maverick de Richard Donner
- 1995 : Sur la route de Madison (The Bridges of Madison County) de Clint Eastwood
- 1995 : Le Village des damnés (Village of the Damned) de John Carpenter
- 1996 : Scream de Wes Craven
- 1998 : Ronin de John Frankenheimer
- 2000 : Piège fatal (Reindeer Games) de John Frankenheimer

## Distinctions

### Récompenses
- Oscar du meilleur mixage de son
  - en 1977 pour Les Hommes du président
  - en 1989 pour Bird

### Nominations
- Oscar du meilleur mixage de son
  - en 1978 pour Les Grands Fonds
  - en 1983 pour Tootsie
  - en 1986 pour Ladyhawke, la femme de la nuit
  - en 1987 pour Le Maître de guerre
  - en 1988 pour L'Arme fatale
  - en 1993 pour Impitoyable
- British Academy Film Award du meilleur son
  - en 1977 pour Les Hommes du président
  - en 1993 pour Impitoyable